# Andrew Weaver
Andrew Weaver (Columbus, Ohio, 12 de febrer de 1959) és un ciclista estatunidenc, que fou professional. Com a ciclista amateur va prendre part en els Jocs Olímpics de Los Angeles de 1984, en què guanyà una medalla de bronze en la prova contrarellotge per equips, formant equip amb Clarence Knickman, Davis Phinney i Ron Kiefel.

## Palmarès
- 1978
  -  Campió dels Estats Units en contrarellotge
- 1979
  - Medalla d'or als Jocs Panamericans en contrarellotge per equips (Wayne Stetina, Thomas Sain i Thomas Doughty)
  -  Campió dels Estats Units en contrarellotge
  - Vencedor de 2 etapes del Coors Classic
- 1982
  -  Campió dels Estats Units en contrarellotge
- 1983
  - Medalla d'or als Jocs Panamericans en contrarellotge per equips (amb Davis Phinney, Thurlow Rogers, i Jeff Bradley)
  - Vencedor d'una etapa del Tour de Loir i Cher
- 1984
  -  Medalla de bronze als Jocs Olímpics de Los Angeles an la prova contrarellotge per equips (amb Clarence Knickman, Davis Phinney i Ron Kiefel)